# Midnight Rambler
Midnight Rambler (englisch; deutsch etwa „mitternächtlich Umherstreifender“ oder „Nachtschwärmer“) ist ein  Blues-Rock-Song der Rolling Stones. Er wurde auf dem im Dezember 1969 erschienenen Studioalbum Let It Bleed bei Decca Records veröffentlicht. Die Autoren sind Mick Jagger (E-Gitarre, Gesang, Mundharmonika) und Keith Richards (E-Gitarre), und das Stück wurde von Jimmy Miller produziert.

## Entstehung
Zur Entstehung des Songs sagte Mick Jagger 1995 in einem Interview mit dem Rolling Stone: „Keith [Richards] und ich schrieben das Lied zusammen. Wir waren für einige Nächte in Urlaub, in dieser schönen italienischen Bergstadt Positano. Ich weiß auch nicht, warum wir in dieser angenehmen, sonnigen Umgebung solch ein dunkles Lied schrieben. Wir schrieben alles dort: die Änderungen in den Tempi, alles. Ich spielte in diesen kleinen Cafés die Harmonika und Keith die Gitarre.“
Richards nannte den Song eine „Blues-Oper“ und konstatierte in dem von 2012 stammenden Dokumentarfilm Crossfire Hurricane, dass außer den Rolling Stones niemand sonst dieses Stück hätte schreiben können. 1971 vom Rolling Stone erneut gefragt, sagte Richards zur Technik des Songschreibens: „Normalerweise wenn du schreibst, stößt du Mick mit etwas an, lässt ihn dann loslegen und sich ausbreiten, hörst ihm einfach zu und fängst an gewisse Wörter aufzusammeln, die durchkommen und daraus ist es dann entstanden. Eine Menge Leute beschwerten sich noch, dass sie die Stimme nicht richtig hören konnten. Wenn die Wörter durchkommen, ist das schön, wenn nicht, ist das auch in Ordnung, weil sie dann sowieso für irgend jemand tausend verschiedene Bedeutung haben können.“

## Liedinhalt
Der Midnight Rambler wird als eine Person beschrieben, die im Dunkeln, von Mitternacht bis zum frühen Morgen, wenn der Hahn kräht, umherstreunt und ihr Unwesen treibt. Es heißt, dass er sich in einen schwarzen Katzenmantel („black cat cloak“) hüllt, ohne Vorwarnung kommt, über die Gartenmauer springt und seine Fußspuren hinterlässt.
Die Frage: „Did you hear about the Midnight Rambler“ (‚Hast du vom Midnight Rambler gehört?‘) wiederholt sich ebenso wie die Aussage „Talkin’ about the Midnight Rambler“ (‚[Ich] Rede vom Midnight Rambler‘). Etwa in der Mitte des Songs gibt es eine Wortspielerei: „Midnight Rambler“ – „Midnight Gambler“, der Umherziehende wird als risikoliebend, als Spieler (Gambler) bezeichnet.
Am Ende des Songs findet ein Perspektivenwechsel statt. Demjenigen, der den Midnight Rambler zu fangen versucht, wird das lyrische Ich, das nun als der Midnight Rambler in Erscheinung tritt („Did you see me make my midnight call?“ – ‚Hast du gesehen, wie ich meinen mitternächtlichen Besuch machte?‘), seine Geliebte nehmen und mit einem Messer die Kehle aufschlitzen.
Die Figur des Midnight Rambler kann mit dem Serienmörder Albert DeSalvo, dem „Würger von Boston“, in Verbindung gebracht werden. Jagger ging sogar so weit, einen Teil der Bekenntnisse DeSalvos für die Vergewaltigung und Ermordung der 23-jährigen Beverly Samans im Songtext zu verarbeiten.

## Versionen
Die Studioversion des Titels mit einer Länge von 6 Minuten und 53 Sekunden wurde im Frühjahr 1969 in den Londoner Olympic Studios aufgenommen. Jagger sang den Liedtext und spielte die Mundharmonika bzw. Bluesharp, Richards übernahm alle Gitarrenparts, Bill Wyman den Bass und Charlie Watts das Schlagzeug. Brian Jones bediente die Perkussions.
Die Rolling Stones traten mit dem Midnight Rambler das erste Mal am 5. Juli 1969 auf. Mehrere weitere Versionen in unterschiedlicher Länge folgten. Die Live-Fassung für das Album Get Yer Ya-Ya’s Out! im Jahre 1969 dauerte 9 Minuten und 43 Sekunden und wurde 1971 im Rahmen der Sammlung Hot Rocks 1964–1971 neu aufgelegt. Hier spielte Mick Taylor Gitarre. Die für die LP The Brussels Affair ’73 aufgenommene und erst 2011 offiziell veröffentlichte Version hat eine Länge von 12 Minuten und 49 Sekunden. 1975 ersetzte Ronnie Wood Mick Taylor. Die Stones spielten den Song bis 1976 regelmäßig in ihren Konzerten.
Midnight Rambler kehrte dann erst 1989 in ihr Bühnenrepertoire zurück. Die 2003 im Film Four Flicks über ein Konzert der Rolling Stones gezeigte Fassung läuft über 12 Minuten. Am 25. November 2012 spielten die Stones auf ihrem Londoner Konzert mit Mick Taylor als Gast ebenfalls eine 12-Minuten-Version. Die Live-Version vom Konzert im Londoner Hyde Park im Juli 2013, veröffentlicht auf dem Album Sweet Summer Sun mit Mick Taylor als Gast dauert knapp 12 Minuten.

## Beziehung zum Altamont Free Concert
Beim Altamont Free Concert der Rolling Stones am 6. Dezember 1969 auf dem Altamont Speedway in Kalifornien wurde der Zuschauer Meredith Hunter erstochen. Das Ereignis wurde gefilmt und fand seinen Niederschlag in dem Dokumentarfilm Gimme Shelter.
Midnight Rambler war neben Brown Sugar eines der Lieder, die direkt nach der Messerstecherei gespielt wurden. Der Autor Simon Frith beleuchtet die Rolle der Rolling Stones bei dem Konzert und wirft die Frage nach der Beziehung zwischen dem Sänger des Stücks, dem Liedtext und dem Zuhörer auf. Weil Midnight Rambler eine Erzählung vorstellt, die auf sexuell/mörderischer Fantasie aufbaut, Stelle der Song etwas dar, was nicht sein könne, aber was durch die Performance existiere. Dies gelte insbesondere im Zusammenhang mit dem Bühnenauftritt Jaggers mit seiner Betonung auf satanische und sexuelle Gewalt. Daraus leite sich ab, dass die dem Song innewohnende Brutalität nicht nur eine Darstellung menschlicher Ängste und Sehnsüchte sei. Durch einen Identifikationsprozess könne diese Musik als ein Symbol der Solidarität mit einer Rechtfertigung brutaler Gewalt gewertet werden. Ein Songtext werde allerdings im Allgemeinen nur in Zusammenhang mit persönlichen Erfahrungen bedeutsam und sei daher nicht generell zur Meinungsbildung geeignet. Dies träge auf Midnight Rambler insbesondere deshalb zu, da der Songtext praktisch nicht zu verstehen war.